# Karambakkudi
Karambakkudi es una ciudad y nagar Panchayat situada en el distrito de Pudukkottai en el estado de Tamil Nadu (India). Su población es de 14626 habitantes (2011). Se encuentra a 39 km de Pudukkottai y a 74 km de Thanjavur.

## Demografía
Según el censo de 2011 la población de Karambakkudi era de 14626 habitantes, de los cuales 7377 eran hombres y 7249 eran mujeres. Karambakkudi tiene una tasa media de alfabetización del 85,60%, superior a la media estatal del 80,09%: la alfabetización masculina es del 92,55%, y la alfabetización femenina del 78,64%.